# Faliro Sports Pavilion
Der Faliro Sports Pavilion ist eine Mehrzweckhalle in der griechischen Stadt Paleo Faliro.

## Geschichte
Anlässlich der Olympischen Sommerspiele 2004 in Athen wurde der Faliro Coastal Zone Olympic Sports Complex errichtet. Teil hiervon ist der Faliro Sports Pavilion.
Die Bauarbeiten für die Sporthalle, die während der Olympischen Spiele 8536 Zuschauer fasste, begannen im Juni 2002. Nach knapp zwei Jahren Bauzeit und Baukosten in Höhe von ca. 38 Millionen Euro konnte der Neubau im März 2004 übergeben werden. Während der Spiele fanden im Sports Pavilion die Taekwondo-Wettkämpfe sowie die Vorrundenspiele der Handballturniere statt. 
Nach den Olympischen Spielen wurden die lediglich für die Wettkämpfe errichteten Oberränge wieder entfernt und seitdem fasst der Sports Pavilion 3836 Zuschauer. Durch die Möglichkeit, Teile des Unterranges einzufahren, kann eine bis 3700 m² große Innenfläche freigegeben werden, welche die Halle vor allem in ihrer Nutzung nach den Olympischen Spielen für Messen und Ausstellungen interessant erscheinen lässt.
Im Juni 2010 fanden in der Halle die 7. MAD Video Music Awards statt. Auch für Konzerte wurde die Halle schon mehrfach genutzt. So gaben The Prodigy oder auch der niederländische DJ Tiësto bereits Konzerte im Faliro Sports Pavilion. Bekannt ist die Halle auch für ihre zahlreichen Holiday on Ice Shows.